# Zdravko Hebel
Zdravko Hebel (Zagreb, 21. siječnja 1943. – 12. kolovoza 2017.) je sveučilišni profesor, bivši hrvatski plivač i vaterpolist, predsjednik Hrvatskog olimpijskog odbora i osvajač zlatne vaterpolske medalje na Olimpijskim igrama u Meksiku 1968. godine i europskih kupova, športski dužnosnik.